# Třída America (Cunard)
Třída America byla série lodí společnosti Cunard Line, nástupce třídy Britannia. Šest nových parníků budovaných od roku 1848 umožnilo Cunardu zdvojnásobit četnost svých plaveb z Liverpoolu a zavést novou linku do New Yorku.
Tyto větší a rychlejší parníky než jejich předchůdci dosahovaly v roce 1849 průměrný čas 13 dní a 1 hodina do New Yorku přes Halifax a 12 dní a 2 hodiny na cestě zpět. Poslední dva parníky, Asia a Africa, které byly ještě větší, byly přiobjednány v roce 1850. Přesto byly všechny tyto lodě zastíněny novými parníky Collins Line třídy Atlantic, a to v rychlosti i luxusu.
Lodě třídy America sloužily pro Cunard poměrně dlouho. První z nich měly na svém kontě asi 100 plaveb a Europa setrvala ve službě až devatenáct let do roku 1867. Poslední dvě lodě absolvovaly 120 plaveb a byly prodány až v roce 1868.